# Пламя (Омская область)
Пламя — упразднённая станция в Омском районе Омской области. Входила в состав Дружинского сельского поселения. Фактически включена в состав города Омска.

## История
Населённый пункт возник в 1936 году в связи со строительством железнодорожной станции Пламя на линии Называевская — Карбышево-1 Западно-Сибирской железной дороги.
Исключена из учётных данных в 2004 г

## Население
Согласно результатам переписи 2002 года в населённом пункте проживало 166 человек, 91 % которых составляли русские.

## Транспорт
Автомобильный и железнодорожный транспорт.